# Fjodor Vinberg
Fjodor Viktorovitj Vinberg (ryska: Фёдор Викторович Винберг), född 27 juni 1868 i Kiev, Kejsardömet Ryssland, död 14 februari 1927 i Paris, var en rysk officer, förläggare och journalist. Han hade långa och detaljerade diskussioner med Hitler om ideologiska frågor.